# 盔平囊鯰
盔平囊鯰（Platydoras armatulus），俗稱笑貓，為平囊鯰屬的一種熱帶淡水魚，分布於南美洲巴拉那河流域，體長可達43公分，棲息在富含沉積物的底層水域，夜間活動，性情溫和。

## 扩展阅读
維基物種上的相關：盔平囊鯰